# 凯约门
凯约门（Porte Cailhau）是一座城门，位于法国阿基坦大区吉伦特省波尔多.
1883年，凯约门被列为法国历史古迹。
凯约门原为防御性的城门，也作为凯旋门。